# Cairell, revista de literatura
Cairell fou una revista literària bimestral que es publicà a la ciutat de València des del novembre de 1979 fins a l'abril de 1981. En van sortir vuit números. A pesar de la seva curta durada, es convertí en un notable exponent de l'obertura que va experimentar la producció literària d'aquells anys en català, tot mantenint una línia caracteritzada per l'eclecticisme estètic i l'exigència formal. El seu contingut abastava gèneres diversos: poesia, narrativa, teatre, dietari, crítica i ressenyes.
La dirigia Eduard J. Verger, amb un consell de redacció format per Marc Granell, Josep Piera, Josep Lluís Seguí, Josep Lluís Bonet (fins al núm. 4), Adolf Beltran (a partir del núm. 3) i Joan Pellicer (incorporat al darrer número). La gran majoria dels seus col·laboradors pertanyien a la que alguns crítics van designar com generació dels setanta: Josep Albertí, Ramon Pinyol, Joan Navarro, Xavier Bru de Sala, Salvador Jàfer, Vicent Alonso, Maria Antònia Oliver, Jaume Pérez Montaner, Oriol Pi de Cabanyes, Jaume Pont, Valerià Pujol, Manel Rodríguez Castelló, Rodolf Sirera, Àngel Terrón, entre altres noms destacables; però també comptà amb col·laboracions d'alguns autors més veterans, com ara Joan Brossa, Marià Manent, Miquel Martí i Pol i Josep Iborra. Hi van aparèixer traduccions de textos de Pasolini, d'e. e. cummings, de Mallarmé, de Robert Graves, de Camões, d'Italo Calvino i de Baudelaire. Cada número, excepte el primer, anava il·lustrat per un artista: Maria Montes, Joan Pere Viladecans, Cristina Navarro, Joan Palou, Albert Ràfols Casamada Fuencisla Francés i Manuel Boix.